# Старо-Село (Ловечская область)
Старо-Село (болг. Старо село) — село в Болгарии. Находится в Ловечской области, входит в общину Троян. Население составляет 228 человек.

## Политическая ситуация
В местном кметстве Старо-Село, в состав которого входит Старо-Село, должность кмета (старосты) исполняет Веско Дачев Вылков (Болгарская социалистическая партия (БСП)) по результатам выборов правления кметства.
Кмет (мэр) общины Троян — Минко Цочев Акимов (Граждане за европейское развитие Болгарии (ГЕРБ)) по результатам выборов в правление общины.